# كاميلو روميرو
كاميلو روميرو (بالإسبانية: Camilo Romero) (30 مارس 1970 في المكسيك - ) هو لاعب كرة قدم مكسيكي في مركز الدفاع، شارك في الألعاب الأولمبية الصيفية 1992. وشارك مع منتخب المكسيك تحت 23 سنة لكرة القدم ومنتخب المكسيك لكرة القدم. أما مع النوادي، فقد لعب مع كلوب ليون ونادي باتشوكا ونادي بويبلا ونادي غوادالاخارا وأتليتاس كامبيسينوس ‏ وDelfines de Coatzacoalcos ‏ ونادي موريليا الرياضي وLagartos de Tabasco ‏ وطوروس نيزا ونادي كيريتارو.

## وصلات خارجية
- كاميلو روميرو على موقع الاتحاد الدولي (مؤرشف)  (الإنجليزية)
- كاميلو روميرو على موقع قاعدة بيانات كرة القدم.إي يو (الإنجليزية)
- كاميلو روميرو على موقع ناشيونال فوتبول تيمز (الإنجليزية)
- كاميلو روميرو على موقع أوليمبيديا (الإنجليزية)